# James Sargeant
James Fred Robert „Dick“ Sargeant (* 17. März 1936 in Kōbe, Japan) ist ein ehemaliger australischer Segler.

## Erfolge
James Sargeant nahm zweimal an Olympischen Spielen teil. Bei den Olympischen Spielen 1964 in Tokio trat er in der 5,5-Meter-Klasse neben Peter O’Donnell als Crewmitglied von Rudergänger Bill Northam an. Die drei Australier gewannen drei der sieben Wettfahrten und wurden mit 5981 Punkten Olympiasieger vor dem schwedischen Boot um Lars Thörn und dem von John McNamara angeführten US-amerikanischen Boot. Vier Jahre darauf verpasste er in Mexiko-Stadt gemeinsam mit Carl Ryves als Vierter in der Bootsklasse Flying Dutchman knapp einen weiteren Medaillengewinn. Bereits 1962 nahm er am America’s Cup teil.